# مؤسسة الشيخ زايد
مؤسسة الشيخ زايد هي منظمة غير ربحية تأسست عام 1993 في الرباط، وتعمل في مجال الصحة. سميت باسم الشيخ زايد بن سلطان آل نهيان الرئيس الأسبق لدولة الإمارات العربية المتحدة.
يُشكّل جوهر نشاط المؤسسة أربعة مكونات: الرعاية الطبية والتعليم والبحث والدعم الطبي للسكان الذين يعانون من صعوبات. تعزز هذه المكونات قطاع الصحة في المغرب وتساهم بشكل فعال في تحسين العلاج والبنية التحتية للمستشفيات والمعدات الطبية.

## تاريخ
في البداية، تبرعت دولة الإمارات بمبلغ 50 مليون دولار، وتأسست مؤسسة الشيخ زايد بن سلطان في الرباط في 10 سبتمبر 1993 بظهير رقم (1-93-228) من قبل الملك الحسن الثاني بناءً على نموذج خاص غير هادف للربح.
منذ عام 2003، نفذت المؤسسة برنامج تطوير يركز على إطلاق مؤسسات جديدة للرعاية الطبية والتعليم والتدريب. تهدف هذه الاستراتيجية الجديدة إلى تعزيز وجود مكوناتها تدريجياً في جميع أنحاء التراب المغربي.
في عام 2016، أعلن المركز عن إطلاق مركز الأبحاث الجينية، كجزء من شراكة بين جامعة الزهراوي الدولية لعلوم الصحة ومعهد إيماجن للأمراض الجينية ‏ بباريس.

## حوكمة المؤسسة
في عام 2003، عيّن الملك محمد السادس منير المجيدي رئيسا لمؤسسة الشيخ زايد. من عام 2003 إلى عام 2016، ارتفع حجم إيرادات المؤسسة من 2.9 مليون يورو إلى 58.2 مليون يورو، أي بمتوسط نمو سنوي قدره 26 ٪. تُدرُّ المؤسسة 5.5 مليون يورو سنويًا، وهي نتيجة صافية يتم إعادة استثمارها بالكامل في تطوير البنية التحتية.

## روابط خارجية
- الموقع الرسمي